# Hôtel de ville de Rijeka
L'Hôtel de ville de Rijeka (en croate : Gradska vijećnica, en italien : Municipio cittadino) ou Maison du gouvernement de la ville (Zgrada Gradskog poglavarstva), est situé à Rijeka, en Croatie. Il a été construit pendant l'administration austro-hongroise dans les années 1912-1914 et est situé au centre de la rue principale de la ville, Korzo. L'hôtel de ville est le siège du gouvernement de la ville de Rijeka et le bâtiment est l'un des plus importants du centre de la ville.

## Architecture et histoire
Le bâtiment a été construit à l'origine pour abriter la caisse d'épargne locale. Durant l'Entre-deux-guerres le bâtiment fut acheté par la Banco di Roma.
La façade et les dimensions extérieures du bâtiment ont été conçues par l'architecte local Bruno Slokovich (1883–1974) qui était actif à la fois dans sa ville natale et à Trieste. À la demande du client, Slokovich a conçu un bâtiment important qui représentait divers styles architecturaux italiens. La conception intérieure et extérieure de l'hôtel de ville est attribuée aux frères Messinger et à Ernest Fratriscevits de Budapest.
L'hôtel de ville de Rijeka compte cinq étages et sa superficie s'élève à un peu plus de 4 000 mètres carrés. La façade en pierre et en brique a été agrandie dans les années 1960.